# Pieter Jansz van Asch

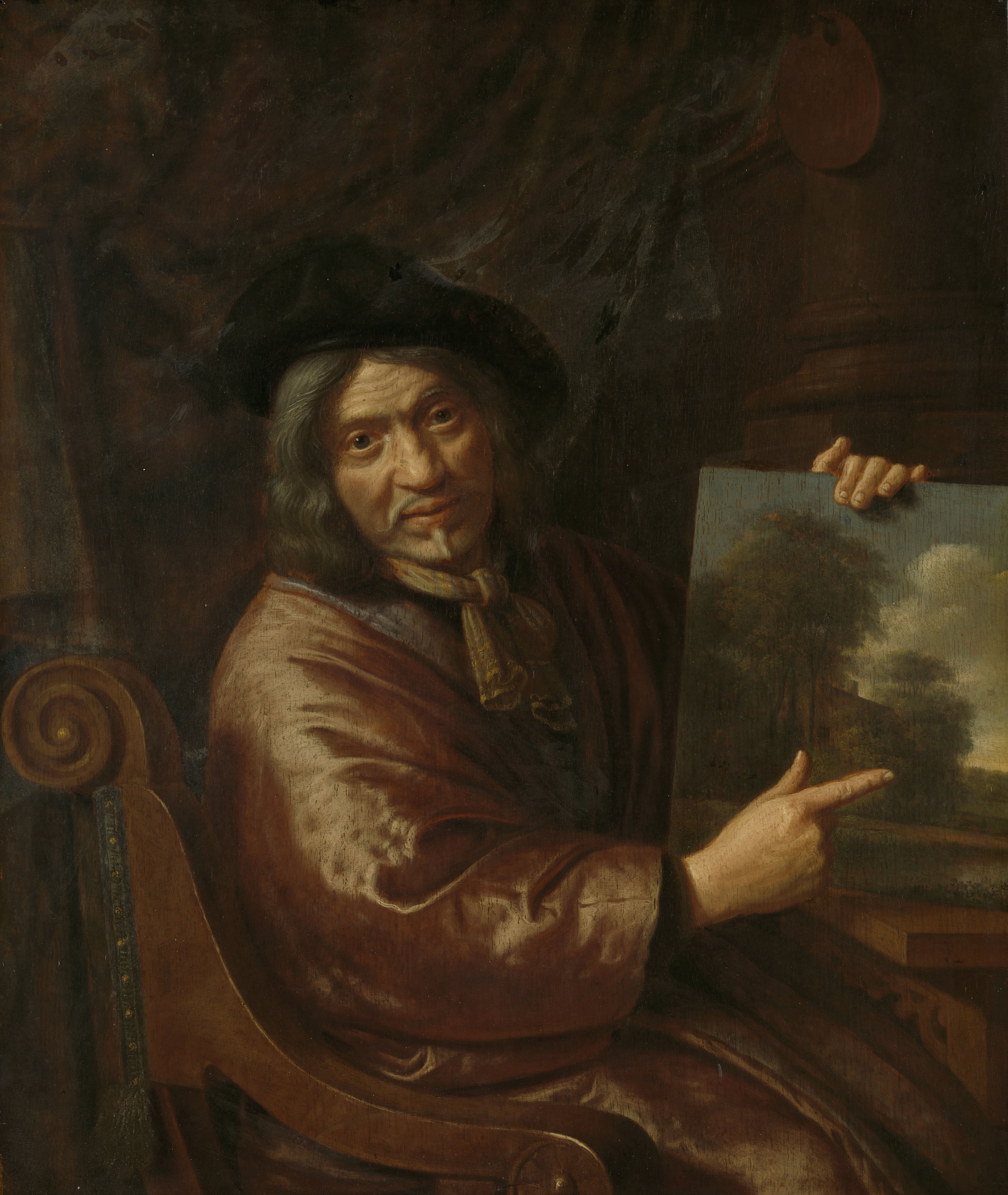
Självporträtt av Pieter Jansz van Asch.

Pieter Jansz van Asch, född 1603 i Delft, död 1678 i Delft, var en holländsk konstnär.
Pieter Jansz van Asch var verksam i Delft, varifrån han hämtade motiv till flera av sina bilder, vilka bevaras i museerna i Delft, Amsterdam, Schwerin, Darmstadt, Glasgow etc. samt i Nationalmuseum.